# Colombiaanse parlementsverkiezingen 2006
Op 12 maart 2006 werden er in Colombia congresverkiezingen gehouden.
De kiesgerechtigde bevolking koos een nieuwe Kamer van Afgevaardigden van Colombia (Cámara de Representantes de Colombia) en de Senaat van de Republiek Colombia (Senado de la República de Colombia).

## Kamer van Afgevaardigden

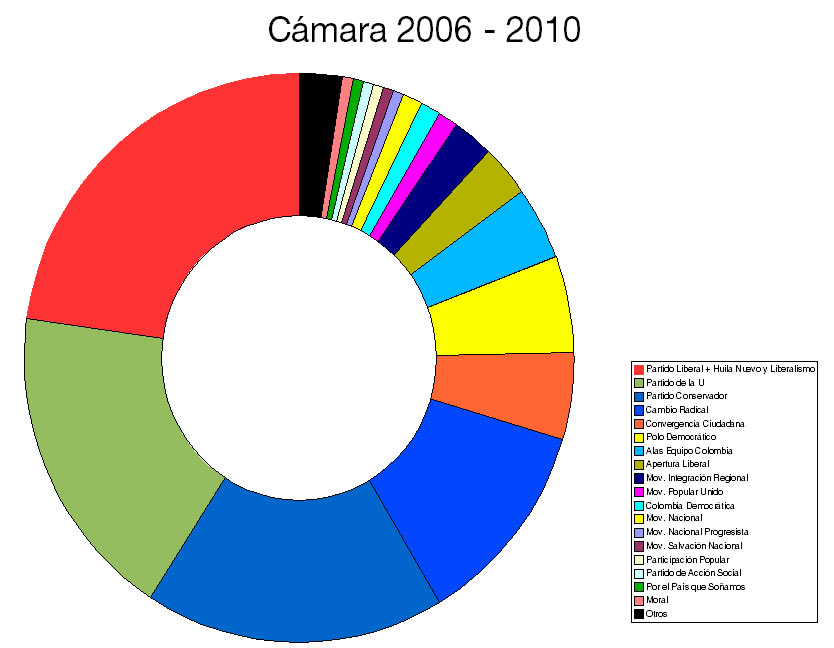
Samenstelling Kamer van Afgevaardigden na de congresverkiezingen

Grote winnaar was de Sociale Nationale Verenigde Partij (Partido Social de Unidad Nacional) van president Álvaro Uribe. De partij van Uribe deed voor het eerst mee met de verkiezingen en verkreeg 29 zetels in de Kamer van Afgevaardigden (16,7%). De Sociale Nationale Verenigde Partij werd de tweede partij in de Kamer. De Colombiaanse Liberale Partij (Partido Liberal Colombia), die met 35 zetels (19%) weliswaar de grootste partij bleef, was de grote verliezer. Ten opzichte van de congresverkiezingen van 2002 verloor de partij 25 zetels. De Colombiaanse Conservatieve Partij (Partido Conservador Colombia), tot dan toe altijd de tweede partij van het land, werd met 29 zetels (15,8%) - evenveel zetels als de PSUN, maar met een kleiner percentage - werd de derde partij. De conservatieven waren er qua zetelaantal wel op vooruit gegaan (+16).
Van de tot dan toe kleinere partijen ging de conservatieve Partij voor Radicale Verandering (Partido Cambio Radical) het meest vooruit. De partij ging van 7 (2002) naar 21 zetels.

### Uitslag
| Partij                                                                                   | Stemmen   | %     | Zetels |
| ---------------------------------------------------------------------------------------- | --------- | ----- | ------ |
| Colombiaanse Liberale Partij (Partido Liberal Colombiano)                                | 2,646,404 | 19.0  | 35     |
| Sociale Nationale Verenigde Partij (Partido Social de Unidad Nacional "Partido de la U") | 1,453,353 | 16.7  | 29     |
| Colombiaanse Conservatieve Partij (Partido Conservador Colombiano)                       | 1,363,656 | 15.8  | 29     |
| Partij voor Radicale Verandering (Partido Cambio Radical)                                | 932,207   | 10.7  | 21     |
| Vleugels - Beweging Team Colombia (Movimiento Alas Equipo Colombia)                      | 370,789   | 4.3   | 8      |
| Burgers Convergentie (Convergencia Ciudadana)                                            | 397,903   | 4.6   | 8      |
| Alternatief Democratische Pool (Polo Democrático Alternativo)                            | 708,664   | 8.2   | 7      |
| Liberale Opening (Apertura Liberal)                                                      | 199,810   | 2.3   | 5      |
| Beweging voor Regionale Integratie (Movimiento Integración Regional)                     | 91,547    | 1.1   | 4      |
| Colombiaanse Democratische Partij (Partido Colombia Demócrata)                           | 215,753   | 2.5   | 2      |
| Nationale Beweging (Movimiento Nacional)                                                 | 175,012   | 2.0   | 2      |
| United People's Movement (Movimiento Popular Unido)                                      | 129,977   | 1.5   | 2      |
| Voor het Land van Onze Dromen (Por el País que soñamos)                                  | 99,565    | 1.1   | 2      |
| Huila Nieuw en Liberalisme (Huila Nuevo y Liberalismo)                                   | 80,688    | 0.9   | 2      |
| Mira Beweging (Movimiento Mira)                                                          | 233,920   | 2.7   | 1      |
| Social Actie Partij (Partido de Acción Social)                                           | 52,340    | 0.6   | 1      |
| Herstelbeweging - Liberale Actie (Movimiento Renovación Acción Laboral)                  | 33,308    | 0.4   | 1      |
| Beweging van Nationale Redding (Movimiento de Salvación Nacional)                        | 28,975    | 0.3   | 1      |
| Beweging voor Volksparticipatie (Movimiento de Participación Popular)                    | 18,449    | 0.2   | 1      |
| Progressieve Nationale Beweging (Movimiento Nacional Progresista)                        | 8,146     | 0.1   | 1      |
| Totaal aantal stemmen voor de partijen (opkomst 40.54%)                                  | 8,678,535 | 100.0 | 162    |
| Bronnen: Adam Carr en Registraduría Nacional del Estado Civil                            |           |       |        |

## Senaat

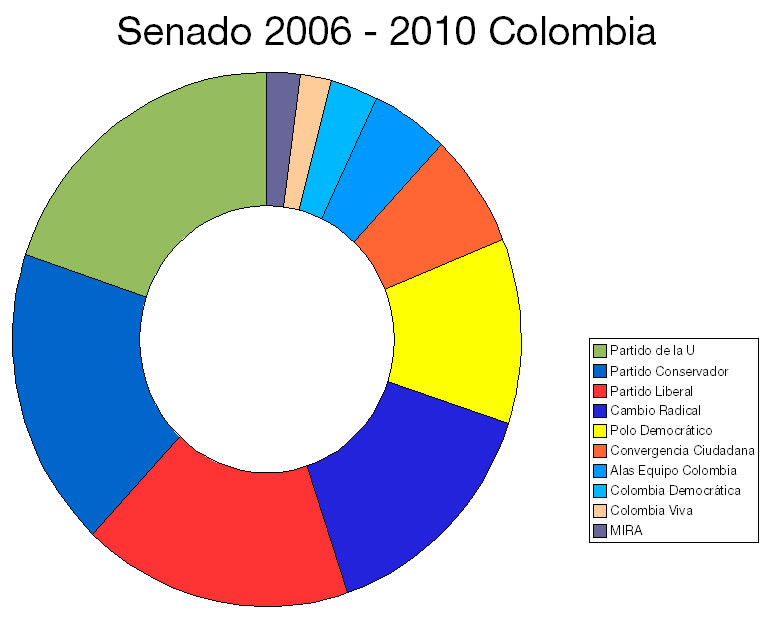
Samenstelling Senaat na de congresverkiezingen

In de Senaat (Senado) werd de nieuwkomer PSUN van president Uribe met 20 zetels de grootste partij. De Colombiaanse Conservatieve Partij werd de tweede partij in de Senaat en de Colombiaanse Liberale Partij de derde partij.

### Uitslag
| Partij                                                                                                  | %     | Zetels |
| --- | ----- | ------ |
| Sociale Nationale Verenigde Partij/Party of the U (Partido Social de Unidad Nacional "Partido de la U") | 17.49 | 20     |
| Colombiaanse Conservatieve Partij (Partido Conservador Colombiano)                                      | 16.13 | 18     |
| Colombiaanse Liberale Partij (Partido Liberal Colombiano)                                               | 15.52 | 18     |
| Partij voor Radicale Verandering (Partido Cambio Radical)                                               | 13.36 | 15     |
| Alternatief Democratische Pool (Polo Democrático Alternativo)                                           | 9.74  | 10     |
| Burgers Convergentie (Convergencia Ciudadana)                                                           | 6.25  | 7      |
| Vleugels - Team Colombia Beweging (Movimiento Alas Equipo Colombia)                                     | 4.68  | 5      |
| Colombiaanse Democratische Partij (Partido Colombia Demócratica)                                        | 2.85  | 3      |
| Mira Beweging (Movimiento Mira)                                                                         | 2.35  | 2      |
| Levende Colombiaanse Beweging (Movimiento Colombia Viva)                                                | 2.46  | 2      |
| Movimiento Dejen Jugar al Moreno (Movimiento Dejen Jugar al Moreno)                                     | 1.50  | 0      |
| C4 | 0.88  | 0      |
| Visionairen met Antanas Mockus (Visionarios con Antanas Mockus)                                         | 0.77  | 0      |
| Communitaire Beweging voor Volksparticipatie (Movimiento de Participación Comunitaria)                  | 0.56  | 0      |
| Colombiaanse Gemeenschap en Communale Beweging (Movimiento Comunal y Comunitario de Colombia)           | 0.42  | 0      |
| Colombiaanse Beweging voor Vereniging (Movimiento Únete Colombia)                                       | 0.17  | 0      |
| Onafhankelijk Conservatisme (Conservatismo Independiente)                                               | 0.14  | 0      |
| Beweging voor Nationaal Herstel (Reconstrucción Democrática Nacional)                                   | 0.08  | 0      |
| Progressieve Nationale Beweging (Movimiento Nacional Progresista)                                       | 0.09  | 0      |
| Sociale Alliantie van Inheemse Bewoners (Alianza Social Indigena)                                       |       | 2      |
| Totaal aantal stemmen (opkomst 40.54%)                                                                  |       | 102    |
| Bronnen: Registraduria Nacional del Estado Civil, Caracol Radio                                         |       |        |

Zetels gereserveerd voor de Inheemse bevolking van Colombia

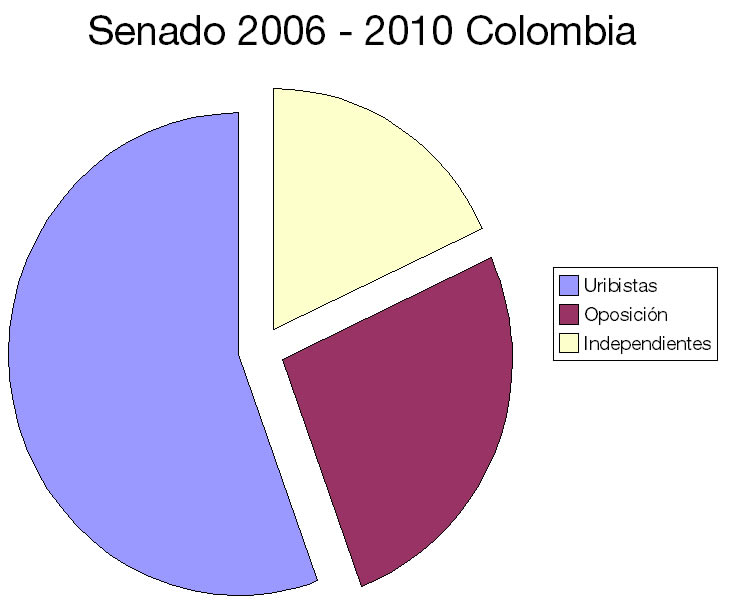
Dit diagram laat de duidelijke pro-Uribe meerderheid in de Senaat zien

| Partij                                                                           | Partij            | Stemmen | %     | Zetels |
| -------------------------------------------------------------------------------- | ----------------- | ------- | ----- | ------ |
| Sociale Alliantie van Inheemse Bewoners (Alianza Social Indigena)                | ASI               | 44,557  | 28.27 | 1      |
| Autoriteit van Inheemse Bewoners in Colombia (Autoridades Indigenas de Colombia) | AICO              | 21,304  | 13.52 | 1      |
| Total (turnout %)                                                                | Total (turnout %) |         |       | 2      |
| Source: Registraduria Nacional del Estado Civil.                                 |                   |         |       |        |